# Kjetil Mørland
Kjetil Mørland (Grimstad, 3 oktober 1980) is een Noors zanger.

## Biografie
Kjetil Mørland is sinds 2008 de voorman van de door hem opgerichte band Absent Elk, die op hem na enkel uit Britten bestaat. In 2015 nam Mørland samen met Debrah Scarlett deel aan Melodi Grand Prix, de Noorse preselectie voor het Eurovisiesongfestival. Met het nummer A monster like me won het duo Melodi Grand Prix 2015, waardoor ze Noorwegen hebben weten te vertegenwoordigen op het Eurovisiesongfestival 2015, in de Oostenrijkse hoofdstad Wenen. Hier behaalden ze samen de achtste plaats.

## Discografie
| Single met hitnotering(en) in de Vlaamse Ultratop 50 | Datum van verschijnen | Datum van binnenkomst | Hoogste positie | Aantal weken | Opmerkingen                                                |
| ---------------------------------------------------- | --------------------- | --------------------- | --------------- | ------------ | ---------------------------------------------------------- |
| A monster like me                                    | 2015                  | 30-05-2015            | tip42*          |              | met Debrah Scarlett / Inzending Eurovisiesongfestival 2015 |